# الآراء النسوية حول الدعارة
تتراوح وتختلف الآراء النسوية حول الدعارة، ويمكن تجميع هذه الآراء كلها في وجهة نظر واحدة شاملة نقدية أو مناصرة للدعارة والعمل بالجنس.
يعتقد مناهضو الدعارة من النسويين أنه شكل من أشكال استغلال النساء وسيطرة الذكور عليهن، وهو نتيجة للنظام المجتمعي الذكوري الحالي. يناقش هؤلاء النسويون فكرة أن للدعارة أثر سلبي جدًا على كل من الباغيات والمجتمع ككل، لأنه يعزز وجهات النظر النمطية حول النساء اللواتي يُعتبرن ألعاب جنسية يمكن للرجال استغلالها وإساءة معاملتها.
يعتقد النسويون من مؤيدي الدعارة أنه يمكن للدعارة وأشكال أخرى من العمل الجنسي أن يكون خيارًا سليمًا للنسوة والرجال الذين يختارون العمل فيه. في وجهة النظر هذه، يجب أن يتم التفريق بين الدعارة الطوعية والدعارة القسرية، وعلى النسويين أن يدعموا حقوق العاملين في الجنس ضد إساءة المعاملة من قبل صناعة الجنس والنظام القانوني.
ثبت أن الخلاف بين وجهتي النظر النسويتين هاتين مثير للجدل بشكل واضح، ويمكن مقارنته بحروب الجنس النسوية (النقاشات الحادة حول القضايا الجنسية) في أواخر القرن العشرين.

## تأطير النقاش
يجادل كل من نيومان ووايت في كتاب المرأة، والسلطة، والسياسة العامة (2012) بأن وجهات النظر النسوية حيال الدعارة تتفق على ثلاث نقاط، وهي: «أولًا، تدين السياسة القانونية الحالية التي تفرض عقوبات جنائية على النسوة اللواتي يقدمن الجنس مقابل المال. ثانيًا، توافق على أن الموافقة الفعلية هي الشرط الأساسي للجنس القانوني، سواء كانت بصفة تجارية أو غير تجارية. ثالثًا، يعرف كل النسويون أن العاملين في مجال الجنس التجاري خاضعون للإكراه الاقتصادي وعادًة ما يكونون ضحايا للعنف، وأن جهدًا قليلًا فقط يُبذل لحل هذه المشكلات».:247
ويواصلون تحديد ثلاث وجهات نظر نسوية رئيسية إزاء قضية الدعارة، وهي: منظور العمل الجنسي، ومنظور مناهضة الدعارة، والمنظور الخارج عن القانون. يؤكد منظور العمل الجنسي على أن الدعارة هي شكل من أشكال العمل القانوني للنسوة اللواتي يواجهن خيارات أعمال أخرى سيئة، بالتالي يجب أن يكون للنسوة حق العمل في تجارة الجنس دون ملاحقتها قضائيًا ودون أن تخاف من ذلك. ويؤكد منظور العمل الجنسي أيضًا على أنه يجب على الحكومة إلغاء القوانين التي تجرِّم الدعارة الطوعية. هذا سيسمح للحكومة وقوانين العمل بتنظيم الدعارة، كما يؤكد منظور العمل الجنسي، وبحماية العاملين بالجنس، وتحسين القدرة على مقاضاة من يؤذونهم. ينص منظور مناهضة الدعارة على أنه يجب على الحكومات أن تعمل على إلغاء الدعارة. يعتبر المنظور الخارج عن القانون العمل في تجارة الجنس على أنه «نقطة انطلاق نحو حياة مهنية أفضل أو تعبير عن الحرية الجنسية».:248

## حجج نسوية معارضة
يعارض قسم كبير من النسويين الدعارة معارضة شديدة، لأنهم يعتبرونه شكلًا من أشكال العنف ضد المرأة لا يجب أن يتساهل المجتمع معه. من بين النسويين ذوي وجهات النظر المماثلة: كاثلين باري، وميليسا فارلي، وجولي بينديل، وشيلا جيفريز، وكاثرين ماكينون، ولورا ليديرر. ستُشرح جدالاتهم ضد الدعارة مفصلًا في الأسفل.

### الإكراه والفقر

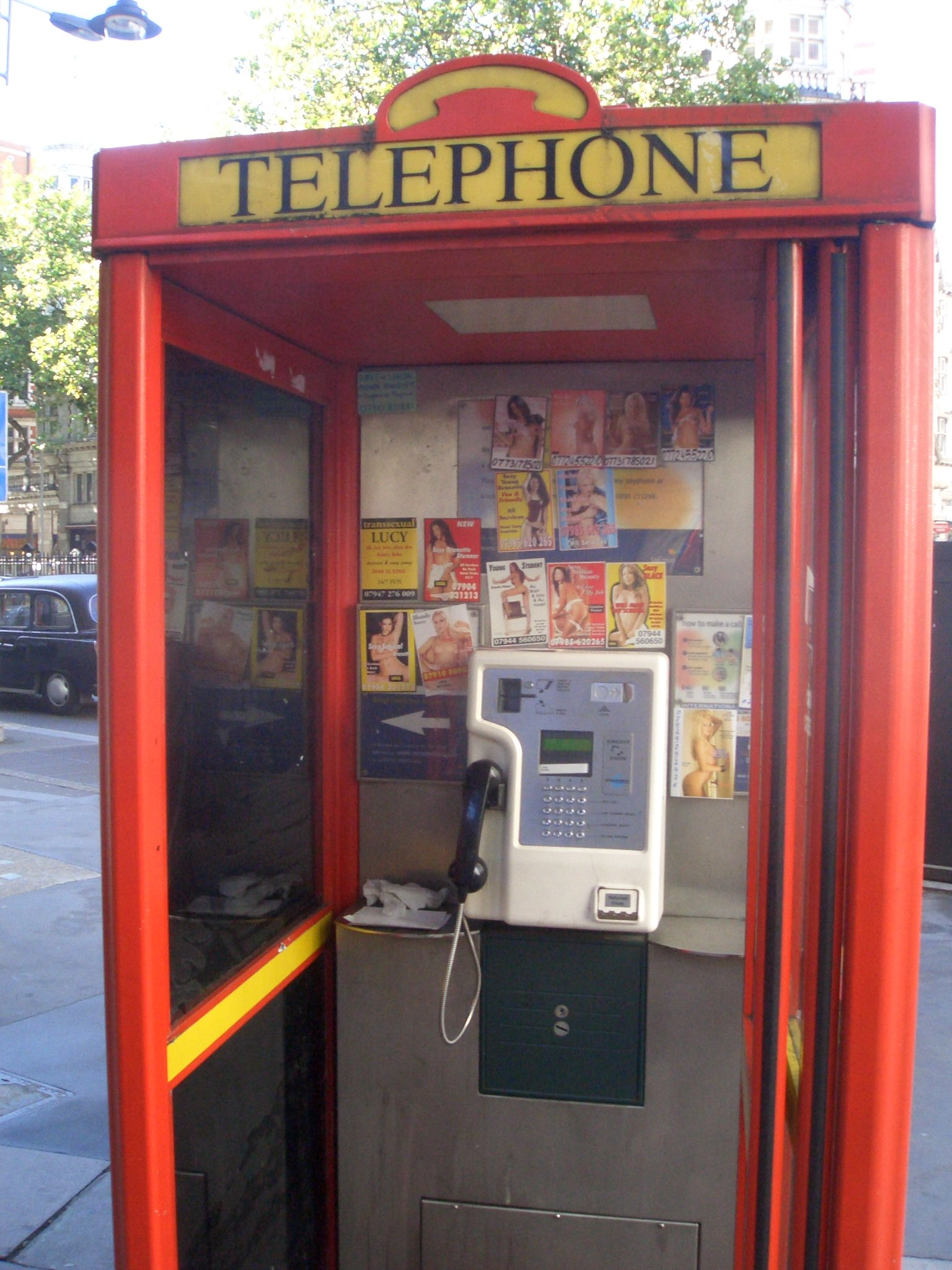
إعلانات لعاهرات تملأ كشكًا هاتفيًا

يجادل النسويون بأن الدعارة في معظم الحالات ليست خيارًا واعيًا ومحسوبًا، ويقولون إن معظم النساء اللواتي يصبحن عاملات بالجنس يفعلن ذلك بسبب إجبارهن أو إكراههن من قبل قواد أو المتاجرين بالبشر، أو بسبب قرار مستقل، وعادة ما يحدث ذلك نتيجة للفقر المدقع وقلة الفرص المتاحة لهن، أو نتيجة لمجموعة من المشاكل الجدية، مثل إدمان المخدرات، وأزمات سابقة (مثل الاعتداء الجنسي على الأطفال) وظروف أخرى سيئة.
يشير أولئك النسويون إلى أن النسوة المنتميات إلى الطبقات الاجتماعية والاقتصادية الأدنى، والنساء الفقيرات، وذوات المستويات التعليمية المتدنية، والنسوة المنتميات إلى الأقليات العرقية والإثنية الأكثر حرمانًا، هن الأكثر استجابة للدعارة حول العالم، كما توضح كاثرين ماكينون في قولها: «إن كانت الدعارة خيارًا حرًا، لماذا لا تمارسه إلا النسوة ذوات الخيارات المحدودة؟». أفادت نسبة كبيرة من الباغيات المشاركات في استطلاع شمل 475 شخصًا من العاملين في مجال الدعارة أنهن كن يعسن فترات صعبة من حياتهن وأن أغلبهن يريدن ترك المهنة. تجادل كاثرين ماكينون بأنه «في حالات الدعارة، تمارس النساء الجنس مع رجال لم يكن ليمارسن الجنس معهم في حالات أخرى. يشكل المال هنا شكلًا من أشكال الإجبار، وليس مقياسًا للرضا. ويحل محل القوة البدنية في الاغتصاب».
يعتقد بعض العلماء المناهضين للدعارة أن الموافقة الحقيقية في الدعارة أمر مستحيل. تقول باربرا سوليفان أنه «في المؤلفات الأكاديمية حول الدعارة، توافق قلة قليلة من الكتّاب على أن الموافقة الحقيقية في الدعارة أمر ممكن. ويعتقد الغالبية أن الموافقة في الدعارة أمر مستحيل أو على الأقل غير مرجح». يقترح معظم الكتَّاب أن الموافقة على الدعارة أمر إشكالي بشكل عميق وحتى مستحيل. وناقش معظم الكتاب فكرة أن الموافقة على الدعارة أمر مستحيل. بالنسبة إلى النسويين الراديكاليين، يُعزى ذلك إلى أن الدعارة عادة ما تكون ممارسة جنسية قسرية. يقترح آخرون أن الإكراه الاقتصادي يجعل الموافقة الجنسية للعاملين في مجال الجنس أكثر إشكالية وحتى مستحيلة.
أخيرًا، يعتقد المناهضون للدعارة بأنه لا يمكن القول بأن أي شخص قد يوافق حقًا على اضطهاده وأنه لا يجب أن يكون لأي شخص الحق في الموافقة على اضطهاد الآخرين. وتقول كاثلين باري أن الموافقة ليست «مقياسًا جيدًا لوجود الاضطهاد، والموافقة على الانتهاك هي شكل من أشكال القمع. لا يُمكن أن يُقاس الاضطهاد عمليًا بدرجة «الموافقة» بما أنه توجد بعض الموافقة حتى في العبودية، إن كان يمكن تعريف الموافقة على أنها عدم القدرة على رؤية أي خيار بديل».

### الآثار طويلة المدى على العاملات بالجنس
ينتقد النسويون المناهضون للدعارة وجهات النظر الجنسية الإيجابية، ويرون أن الدعارة ممارسة تقود إلى آثار سلبية جدية على المدى الطويل على العاملات بالجنس، مثل الصدمات، والتوتر، والاكتئاب، والقلق ومعالجة الذات عن طريق استخدام الكحول والمخدرات، اضطرابات الطعام وخطر أكبر لإيذاء النفس والانتحار، ويقولون إن الدعارة ممارسة استغلالية تتضمن امرأة تمارس الجنس مع زبائن غير منجذبة إليهم، وتُعرض النساء بشكل دائم إلى عنف نفسي، وجسدي، وجنسي.
وضحت أندريا دوركين رأيها قائلة «الدعارة بعينها إساءة لجسد المرأة. ومن يقول هذا منا يُتهَم بأنه مغفل، لكن الدعارة بسيطة جدًا. الدعارة تسلب المرأة الكثير، فمن المستحيل استخدام الجسد البشري بالطريقة التي تُستخدم فيها أجساد النساء، ويبقى الإنسان نفسه في النهاية، أو المنتصف، أو حتى قبل البداية بقليل. هذا أمر مستحيل. ولا تبقى المرأة مكتملة أبدًا بعده».

## وجهات نظر أخرى

### وجهات نظر حول الدعارة في المناطق النامية

#### آسيا

##### تايلند
عام 1997، كان في تايلند قرابة 20000 امرأة وطفل منخرطون في الدعارة. وقرابة 11% من النمو في الدخل القومي للبلاد يأتي من الدعارة، ما يعني أن الدعارة أصبحت مصدرًا ضروريًا من مصادر الدخل. نشأ هذا التناقض في البلاد لأنها عالقة بين وجهات النظر التقليدية والحديثة بسبب الزيادة في الدخل القومي للبلاد التي سببها الدعارة.
أفريقيا
أحد الأسباب الرئيسية الأخرى التي تكمن وراء تهريب الكثير من النساء والأطفال من أفريقيا هو أن الكثيرين لم يُسجَلوا عند ولادتهم، فبالتالي لا يحملون جنسية وهذا يجعل نقلهم عبر الحدود أمرًا سهلًا. تخلق الأعداد الكبيرة للأشخاص المحبَرين على الخروج من البلدان الأفريقية بسبب تهريب البشر تأثيرًا كبيرًا على أفريقيا. لأنه يضعف الاقتصاد أكثر ويزيد من نقاط الضعف التي يترصدها تجار البشر كالفقر ومستويات التعليم المنخفضة. هذا يترك أثرًا سلبيًا كبيرًا للدعارة على أفريقيا لأنه يضعها في أزمة عالمية ويؤثر سلبًا على حالتها الاقتصادية.